# Comune di Solrød
Il comune di Solrød è un comune danese situato nella regione della Selandia con sede amministrativa nella cittadina di Solrød Strand.

## Centri abitati
I centri abitati principali del comune sono:
- Solrød Strand (17 945)
- Havdrup (4 424)